# Ratusz w Sławkowie
Ratusz w Sławkowie – ratusz, budynek władz miejskich, zlokalizowany w centralnej części rynku w Sławkowie. Wraz z rynkiem stanowi centrum układu urbanistycznego miasta.

## Historia
Budynek ratuszowy, z podcieniami wspartymi na kolumnach powstał w 2. połowie XVIII wieku. Była to murowana i otynkowana budowla parterowa, kryta łamanym dachem z sygnaturką w osi kalenicy, a także pazdurami w łączeniu skrajnych krokwi. Okapy były podparte kolumnami i tworzyły podcienia ze wszystkich stron bryły. Forma tego obiektu korespondowała z tożsamym stylowo charakterem całej zabudowy rynku (np. austerią sławkowską). 
Obecny ratusz, stojący w centrum rynku, oddano do użytku w 1905, po gruntownej modernizacji oryginalnego budynku z XVIII wieku. 
Na elewacji obiektu, po obu stronach wejścia wiszą tablice upamiętniające istotne dla regionu wydarzenia historyczne, między innymi powstanie Republiki Sławkowskiej. Przy wejściu stoi pomnik z 1985 W hołdzie poległym i zamordowanym mieszkańcom Sławkowa w latach 1939 - 1945. Wzniesiono go z marmuru. Ma formę otwartej księgi z wyrytymi nazwiskami poległych. 

## Galeria

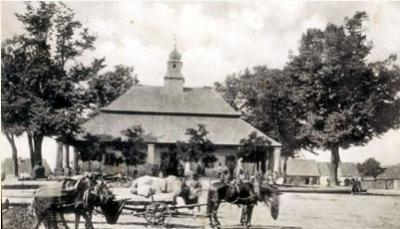
Ratusz przed rozbudową (około 1900)
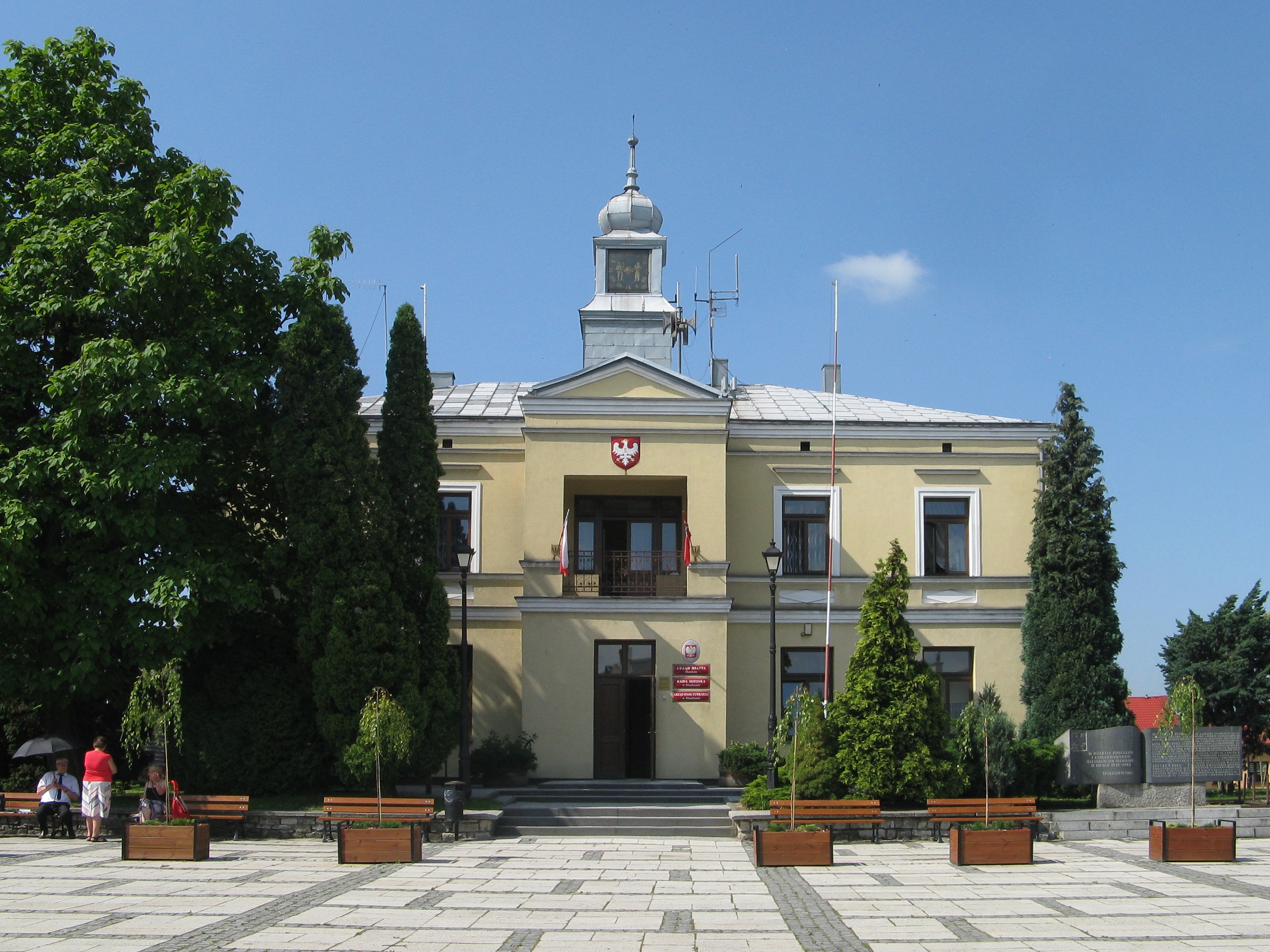
Fasada (2018)
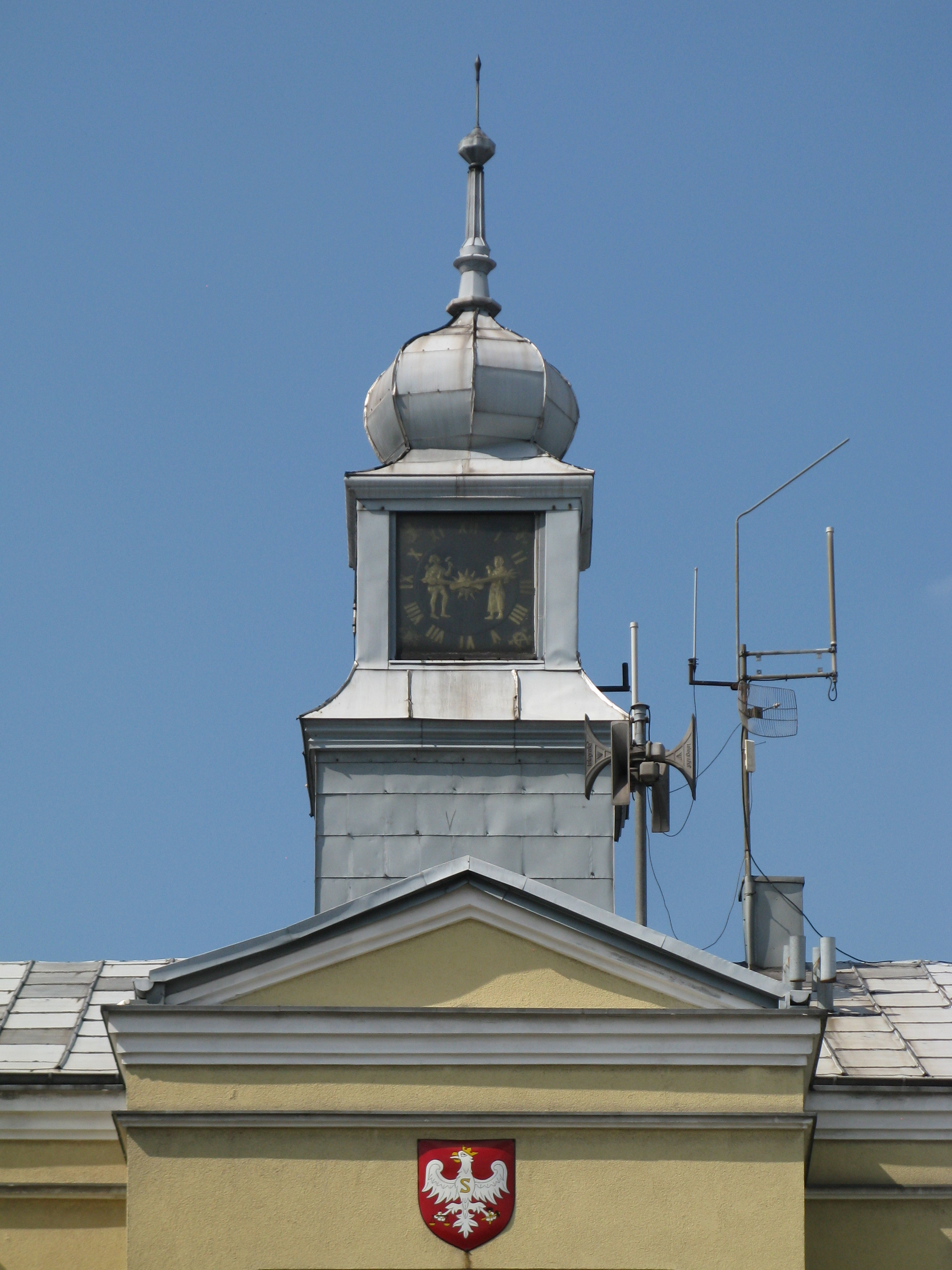
Wieża z zegarem (2018)
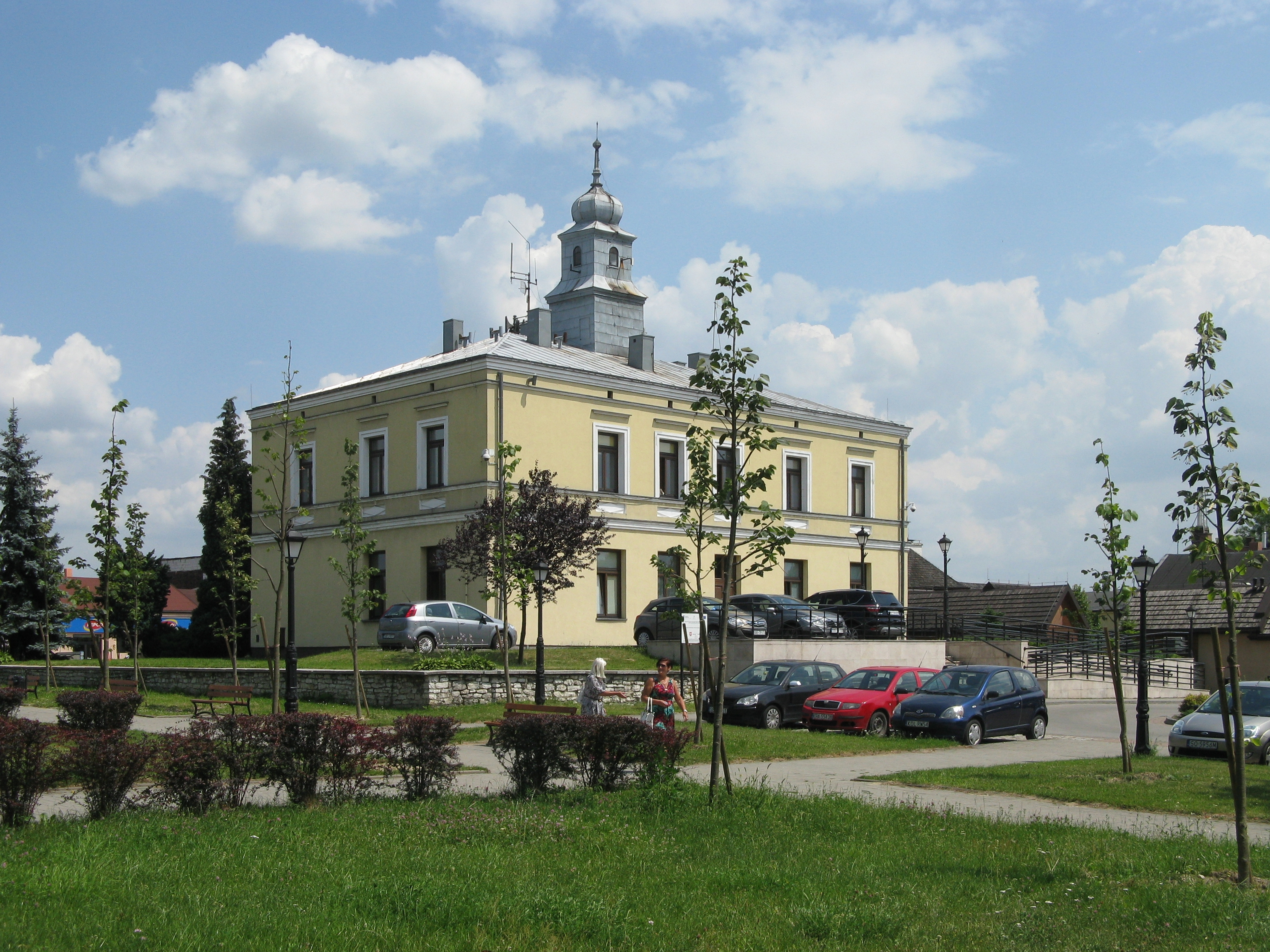
Widok z zachodu (2018)